# روبرت فيغل
روبرت فيغل (بالألمانية: Robert Figl)‏ هو منافس ألعاب قوى ألماني، ولد في 1 يونيو 1967 في كارلسروه في ألمانيا.

## وصلات خارجية
- روبرت فيغل على موقع Paralympic.org (الإنجليزية)
- روبرت فيغل على موقع أوليمبيديا (الإنجليزية)